# 스피어 (영화)
《스피어》(영어: Sphere)는 배리 레빈슨이 감독하고 제작했으며 더스틴 호프먼, 샤론 스톤 및 새뮤얼 L. 잭슨이 출연한 미국의 SF 심리 스릴러 영화이다. 마이클 크라이턴이 1987년 출간한 동명 원작 소설을 각색하였다. 이 영화는 1998년 2월 13일 미국에서 개봉되었으며 대체로 부정 평가를 받았다.
호기심과 공포, 탐험과 안주 등 인간 내면의 상반되고 대칭적인 역동성을 기본 플롯으로 하고 있다. 등장인물들은 외계로부터 온 구체에 대해 알아내려 하지만 실체는 '그 실체에 대한 호기심의 반영'일 뿐이었다. 세상에서 가장 무서운 것은 '자신이 세상에서 가장 무섭다고 믿고 있는 것'이며 만물은 인간이 갇혀있는 자기 자신의 반사상(反射像)에 불과하다는 주제를 다루고 있다.

## 출연
- 더스틴 호프먼
- 샤론 스톤
- 새뮤얼 L. 잭슨
- 리에브 슈라이버
- 피터 카이오티
- 퀸 라티파
- 마가 고메즈
- 휴이 루이스
- 버나드 호키
- 제임스 피컨스 주니어
- 랠프 터바킨

## 우리말 녹음
SBS 성우진 (2000년 11월 17일)
- 배한성 - 노먼(더스틴 호프먼)
- 강희선 - 베스(샤론 스톤)
- 김기현 - 해리(새뮤얼 L. 잭슨)
- 김일 - 테드(리에브 슈라이버)
- 송두석 - 반스(피터 카이오티)
- 조경모 - 해군(제임스 피컨스 주니어)
- 김영훈 - 해군 승무원(버나드 호키)
- 김정주 - 에드먼즈(마가 고메즈)
- 조예신 - 플레처(퀸 라티파)

## 기타
- 우리말샘: 안주, 탐험, 반사상

## 같이 보기
- 백설공주
- 베이컨의 동굴의 우상
- 할아버지 역설
- 외계생명